# Nick Anderson
Nelison „Nick” Anderson (ur. 20 stycznia 1968 w Chicago) – amerykański koszykarz, występujący na pozycjach rzucającego obrońcy oraz niskiego skrzydłowego.
W 1986 wystąpił w meczu gwiazd amerykańskich szkół średnich - McDonald’s All-American.

## Osiągnięcia
NCAA
- Uczestnik rozgrywek NCAA Final Four (1989)
- Wybrany do Illini Men's Basketball All-Century Team (2004)

NBA
- Finalista NBA (1995)[2]
- Uczestnik konkursu wsadów NBA (1992 – 3. miejsce)[3]
- Uczestnik konkursu rzutów za 3 punkty (1995)[3]
- 3-krotny Zawodnik Tygodnia NBA (26.01.1992, 7.02.1993, 22.02.1998)[4]